# Hannah Simone

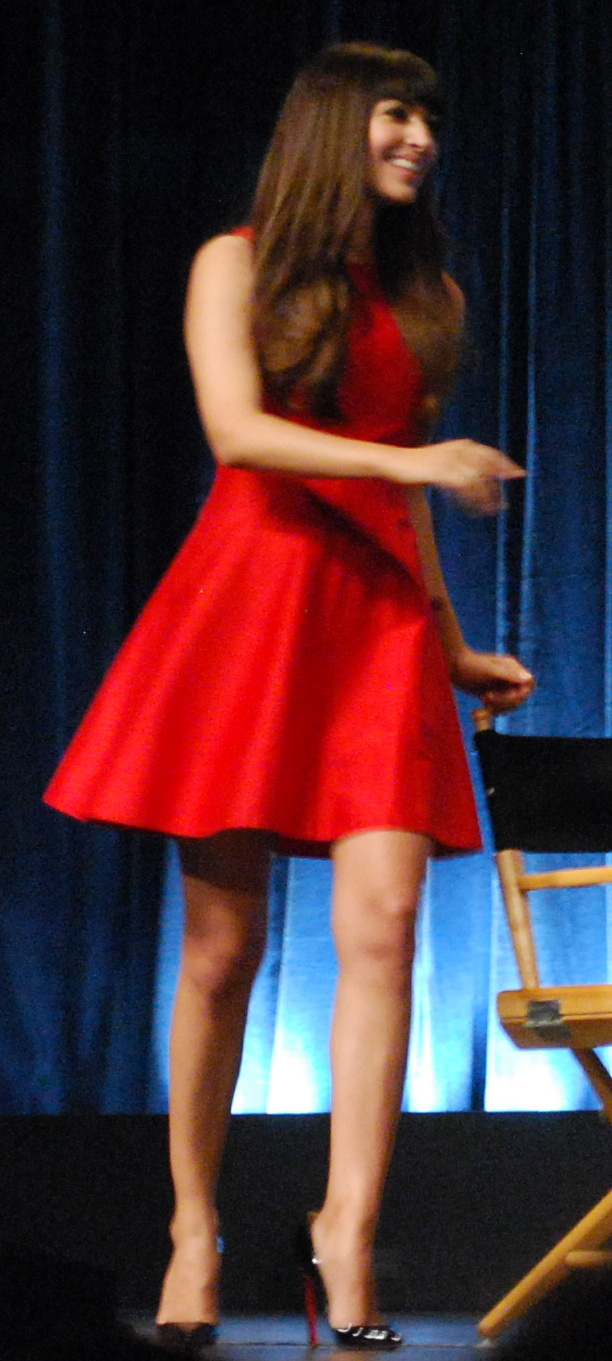
Hannah Simone (2012)

Hannah Simone (ur. 3 sierpnia 1980 w Londynie) – kanadyjska aktorka, która wystąpiła m.in. w filmach Oldboy. Zemsta jest cierpliwa, Dorwać Gunthera i serialu Jess i chłopaki.

## Filmografia

### Filmy
| Rok  | Tytuł                         | Rola          | Uwagi       |
| ---- | ----------------------------- | ------------- | ----------- |
| 2011 | Sati Shaves Her Head          | Nikki         | krótkometr. |
| 2013 | Oldboy. Zemsta jest cierpliwa | Stephanie Lee |             |
| 2015 | Miss India America            | Sonia Nielson |             |
| 2015 | Lemonade                      | Tasha         |             |
| 2016 | Flock of Dudes                | Beth          |             |
| 2016 | Folk Hero & Funny Guy         | Emily         |             |
| 2016 | Odd Squad: The Movie          | Weird Emily   |             |
| 2017 | Band Aid                      | Grace         |             |
| 2017 | Dorwać Gunthera               | Sanaa         |             |
| 2023 | Still Scattered               | Elle          | krótkometr. |

### Telewizja
| Rok     | Tytuł                                     | Rola             | Uwagi                  |
| ------- | ----------------------------------------- | ---------------- | ---------------------- |
| 2005    | Kevin Hill                                | Larissa          | 1 odc.                 |
| 2005    | Kojak                                     |                  | 2 odc.                 |
| 2006    | Piękni                                    |                  | 1 odc.                 |
| 2011–18 | Jess i chłopaki                           | Cece             | w gł. obsadzie         |
| 2012    | H+: The Digital Series                    | Leena Param      |                        |
| 2013    | 1600 Penn                                 | Abigail          | 1 odc.                 |
| 2013    | Hot Package                               | Modelka          | 1 odc.                 |
| 2018    | Rodzice nie do pary                       | Monique Dewan    | 3 odc.                 |
| 2018    | The Greatest American Hero                | Meera            | pilot serialu          |
| 2019    | Weird City                                | Phephanie        | 1 odc.                 |
| 2019    | The Unauthorized Bash Brothers Experience | Amber            | krótkometr.            |
| 2019    | Awokened                                  | Zia              | film TV                |
| 2020    | Loafy                                     | Simone the Snake | głos; 2 odc.           |
| od 2020 | Mira - nadworna detektyw                  | Pinky            | głos; rola powracająca |
| 2021    | No Activity                               | Terry            | głos; 4 odc.           |
| 2021    | Welcome to Georgia                        | Penelope         | film TV                |
| 2023–24 | Not Dead Yet                              | Sam              | w gł. obsadzie         |
| 2024    | Clone High                                | Lady Godiva      | głos; 1 odc.           |